# Alexander Nikolajewitsch Sawarizki
Alexander Nikolajewitsch Sawarizki (russisch Александр Николаевич Заварицкий; * 2. Märzjul. / 14. März 1884greg. in Ufa; † 23. Juli 1952 in Moskau) war ein russischer Geologe, Vulkanologe und Hochschullehrer.

## Leben
Sawarizkis Eltern waren der Staatsbeamte Nikolai Alexandrowitsch Sawarizki (1836–1923) und seine Frau Irina Iljinitschna geborene Filaretowa (1854–1936), die sechs Söhne und eine Tochter bekamen. Sawarizki besuchte ab 1890 das Gymnasium Ufa und schloss es 1902 mit einer Goldmedaille ab. Darauf studierte er an der geologischen Fakultät des St. Petersburger Bergbauinstituts. 1905 war er wegen der revolutionären Unruhen vom Studium ausgeschlossen. 1908 verfasste er seine erste wissenschaftliche Arbeit über einige Graphit-Gesteinsproben in der Mineraliensammlung des Bergbaumuseums. 1909 fertige er seine Diplomarbeit über den Platin-Gehalt des Norduralmassivs bei Wassili Wassiljewitsch Nikitin an.
Nach dem Studium blieb Sawarizki am Lehrstuhl für Erzlagerstätten des Bergbauinstituts als Assistent Karl Iwanowitsch Bogdanowitschs. 1909 heiratete er seine Kommilitonin Olga Iwanowna Simonowa. 1911–1912 untersuchte Sawarizki die Gora Magnitnaja (einen Magnetberg) beim späteren Magnitogorsk und leitete die Erschließung der Eisenerzlagerstätte. Seine Ergebnisse veröffentlichte er 1911 und 1913 in zwei Fachaufsätzen. 1913 wurde er zum Adjunkt-Geologen ernannt und 1915 zum Geologen im Geolkom (Geologisches Komitee des Allrussischen Geologischen Instituts). 1921 wurde er zum Professor am Lehrstuhl für Erzlagerstätten des Bergbauinstituts ernannt.
1939 wurde Sawarizki als Wirkliches Mitglied in die Akademie der Wissenschaften der UdSSR (AN-SSSR) gewählt. Im gleichen Jahr wurde er Direktor des Instituts für Geologie der AN-SSSR (bis 1941), aus dem 1955 das Institut für Geologie der Erzlagerstätten, Petrographie, Mineralogie und Geochemie der AN-SSSR hervorging. 1944 gründete er das Laboratorium für Vulkanologie der AN-SSSR, dessen Direktor er dann war. Ab 1946 war er Akademie-Sekretär der Abteilung für geologisch-geographische Wissenschaften der AN-SSSR.
Sawarizkis Arbeitsschwerpunkte waren die regionale und theoretische Petrographie und die Untersuchung der Erzlagerstätten und des Vulkanismus in den verschiedenen Regionen der UdSSR (Ural, Kaukasus, Kamtschatka, Kasachstan, Armenien), Chinas, Spaniens und Italiens. Einer seiner bekanntesten Schüler war Boris Iwanowitsch Piip. Sawarizki etablierte die Petrochemie als neues Forschungsgebiet der Petrologie. Er war Autor vieler wissenschaftlicher Veröffentlichungen.
Sawarizki wurde auf dem Nowodewitschi-Friedhof begraben. Seine Werke erschienen in einer vierbändigen Ausgabe in Moskau 1956–1963. 1970 bekam das Institut für Geologie und Geochemie des Wissenschaftszentrums des Urals der AN-SSSR Sawarizkis Namen. Das Zavaritskit trägt seinen Namen und ebenso der Sawarizki-Vulkan auf Kamtschatka, ein Gletscher auf den Kurilen, eine Lavaröhre an der Steinigen Tunguska (1959) und Felsen auf der Hall-Insel. Jährlich an Sawarizkis Geburtstag werden in Jekaterinburg Sawarizki-Vorlesungen über Probleme der Geologie des Urals gehalten.

## Ehrungen, Preise
- Stalinpreis (1943, 1946)
- Leninorden (1944, 1945)
- Medaille „Für heldenmütige Arbeit im Großen Vaterländischen Krieg 1941–1945“
- Leninpreis (1958 postum)